# Lipták harckocsi
A Lipták harckocsi egy 1913-ban Lipták Pál által tervezett harckocsi volt, amelyet a szabadalmi hivatalban a XXXII.DRP/1914 szám alatt jegyeztek be. A harckocsi az amerikai Holt cég Caterpillar traktorjának alapjaira tervezett forgótoronnyal rendelkező jármű volt, amelyből csak két prototípust készítettek a Lipták-féle Vasgyárban. Az elsőt forgótoronyba helyezett géppuskával 1915 áprilisában kipróbálták, de a hadvezetés nem támogatta, mert veszélyesnek tartotta a szegecselt acéllemez konstrukciót, mivel ha találatot kapott volna, a szegecsek repeszként viselkedhettek volna a harckocsi belső terében. A második továbbfejlesztett 1915 nyarán megépített tesztpéldány már nem szegecselt technológiával készült, forgótornyát ún. nagyteljesítményű Szakács-féle lángszóróval, és géppuskával szerelték fel, ám a hadvezetés ehhez sem adta meg a támogatását.
Szigorú kronológiai értelemben ezzel Lipták Pál megelőzte a briteket a világ első működő tank prototípusával, mivel az első Brit korai harckocsi prototípus a Little Willie csak öt hónappal később 1915 augusztusa-szeptembere között készült el, szintén az amerikai Holt traktor technológiájára alapozva. 